# Hrabstwo Buncombe
Hrabstwo Buncombe (ang. Buncombe County) – hrabstwo w stanie Karolina Północna w Stanach Zjednoczonych.

## Geografia
Według spisu z 2000 roku obszar całkowity hrabstwa obejmuje powierzchnię 1709 km², z czego 1699 km² stanowią lądy, a 10 km² stanowią wody. Według szacunków United States Census Bureau w roku 2012 miało 244 490 mieszkańców. Jego siedzibą administracyjną jest Asheville.

### Miasta
- Asheville
- Biltmore Forest
- Black Mountain
- Montreat
- Weaverville
- Woodfin

### CDP
- Avery Creek
- Bent Creek
- Fairview
- Royal Pines
- Swannanoa